# 無觀眾比賽

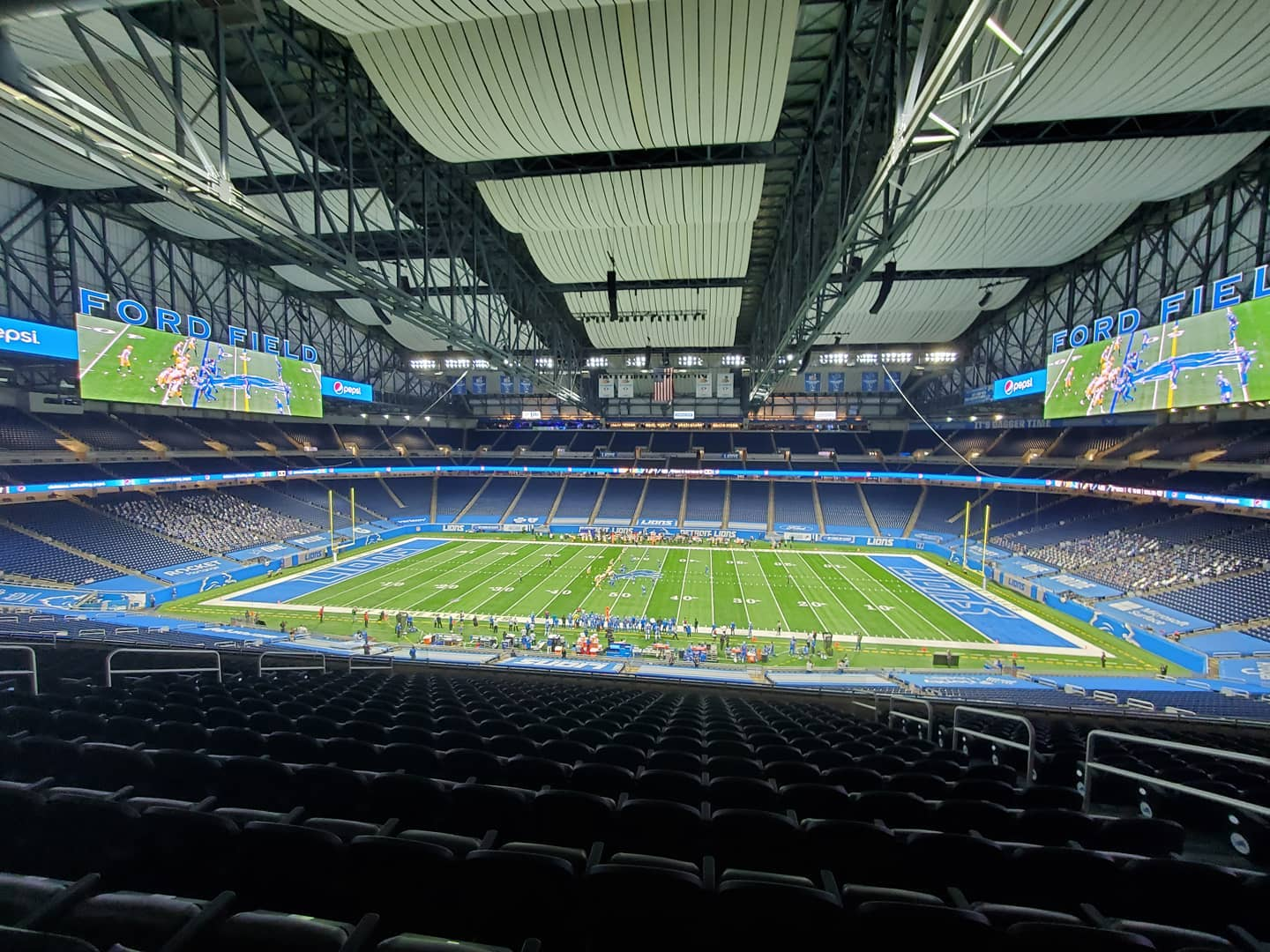
出於2019冠状病毒病疫情考量，美國底特律的福特球場在2020年舉行了NFL︁無觀眾比賽

無觀眾比賽，又稱關門比賽、閉門作賽、空場比賽，代表比賽時因各種原因而沒有觀眾在現場觀賽。足球是無觀衆比賽發生頻率最高的運動，因為足球球迷的脫序行為頻率較其他運動項目高，在全世界幾乎每一年都會有球隊被罰閉門作賽，該場次因而沒有收入。自2020年，全球發生2019冠状病毒病疫情，為了避免群眾聚集而感染病毒，造成多數主辦方進行無觀眾比賽。

## 發生原因
- 向對方球隊作出具歧視及極端主義的行為，例如是展示旗幟或標語
- 球迷向球場投擲構成危險及視線受阻的物品，例如是煙花及煙霧彈
- 對球員及/或其教練團隊成員施襲
- 球迷騷亂
- 停電
- 天氣不良
- 緊急工程
- 疾病疫情
- 比賽作假（假球）
- 偷拍別人訓練
- 發生社會犯罪
- 賽會以閉門比賽作為同意在中立場或恢復進行曾被球證予以腰斬之賽事的先決條件

如閉門作賽是基於球迷的不當行為而作出，一般而言會同時附帶罰款或其他懲罰措施。

## 事件舉例

### 違規行徑被罰空場
部分空場或完全空場
- 2014年的歐洲冠軍聯賽中，拜仁慕尼黑和阿森纳之間比賽中，慕尼黑的球迷對其中一位阿森纳隊的球員展現歧視同性戀的標示，讓兩隊變得非常激烈。歐洲足球協會除判決罰款外，並規定下場慕尼黑對上曼城的冠軍聯賽比賽時需關閉部分球場。[1]
- 2014年3月8日，浦和紅鑽因放任球迷懸掛「JAPANESE ONLY」（只限日本人）的布條，被認為含有「謝絕日本人以外人種」的種族歧視之意，J聯盟對該隊做出嚴厲的處分，要他們當月23日「關門比賽」一場[2][3]，同時是J聯盟開出第一張關門比賽的罰單，同時警告再发现同样情况球队将直接降级。
- 2014年10月，歐洲足總（UEFA）下令莫斯科中央陆军（CSKA Moscow）踢2場無觀眾比賽，原因是該隊球迷以種族歧視語彙謾罵對手的黑人球員，這種行為2013年10月23日就已發生過一次，當時亞亞·圖雷受到了對方球迷種族歧視的侮辱，一些激進的球迷大聲稱呼其為「猴子」，被罰關閉部分主場。[4][5]
- 2015年3月，希臘政府因為當年2月球迷闖入場內造成暴動，為維護球員人身安全，要求本身因為國債危機使觀眾大減的希臘足球超級聯賽比賽零觀眾。[6]
- 2015年3月27日的2016年歐洲國家盃外圍賽中，黑山和俄羅斯之間比賽中，開賽不到1分鐘，俄羅斯門將阿堅菲耶夫被主隊球迷扔下的煙火擊中頭部，球賽中斷30分鐘後繼續比賽。66分鐘俄羅斯射失十二碼後，兩隊球員發生大規模衝突，球賽因而腰斬。其後歐洲足協判黑山以0-3落敗，並須於下一場主場賽事閉門作賽一場。
- 2015年9月8日，马来西亚因為球迷朝沙特阿拉伯隊員丟煙花，不但判輸，同年11月17日對阿拉伯联合酋长国的比賽禁止觀眾入場。
- 2016年2月24日，廣州恆大在2015年11月21日的比賽中違反了安全與保安規定（外人偷拍客隊訓練、非相關人士的人出现在限定出入的區域），遭到閉門比賽。
- 2021年，由於有大量墨西哥球迷在奧預賽（英语：2020 CONCACAF Men's Olympic Qualifying Championship）比賽期間呼喊恐同的口號「Puto」，因此墨西哥男足被國際足聯處以世預賽期間兩場主場比賽閉門進行的處罰。但後來國際足聯將懲罰的場次減到一場[7]。

### 被罰空場但緩期執行
- 2017年4月25日，東方龍獅於亞冠盃分組賽第五輪主場以 0–6 不敵廣州恒大並提前分組賽出局，雙方球員在中場時間於球員通道一度發生之衝突，以及於球賽尾段廣州恆大球迷區舉出一幅疑似政治及種族歧視的「殲英犬，滅港毒」大型橫額並以廣東話粗口攻擊東方球迷，引發主場球迷不滿。5月5日，亞洲足協紀律委員會召開會議後，宣佈裁定廣州恒大違反AFC紀律和道德守則第 58 及 65 條附例，展示涉及國籍來源及政治意見的歧視性標語，因而判處廣州恆大未來兩場亞洲球會賽需閉門作賽，但緩刑兩年執行，另被罰款22,500美元。[8]

### 比賽環境因素
- 2010年，日本全國高等學校棒球錦標賽（夏季甲子園）的宮崎縣預賽時，因當時該縣出現口蹄疫疫情，為避免疫情擴大，主辦單位決定僅允許出賽球員的監護人及相關工作人員可以入場，不開放一般人入場觀賽[9]。直到準決賽及決賽時，因疫情已獲控制，恢復一般觀眾入場觀賽[10]。
- 2014年3月18日，日本職棒在明治神宮球場舉辦的養樂多燕子隊與阪神虎賽事，因球場進行耐震補強工程，所以不開放觀眾入場[3]。
- 2015年4月29日，因為巴爾的摩暴動，MLB為避免暴動延燒至賽事，因此便決定於巴爾的摩金鶯對芝加哥白襪之戰做出MLB有史以來第一次0觀眾比賽，不開放觀眾入場觀賽，但仍提供實況轉播。[11]
- 2017年加泰羅尼亞獨立公投其間，巴塞罗那球會多度發聲明支持加泰隆尼亞人民主表決權利。10月1日投票當日適逢西甲聯賽，球會基於社會局勢，為保護球迷人身安全向賽會申請延期作賽，惟賽會竟回絕並要脅延期作賽會視作罷賽將被扣6分之多，最終巴塞罗那決定如期舉行比賽，但是閉門作賽以示抗議，並於計分板展示投票箱。[12][13][14]

#### 2019冠狀病毒病疫情
2020年受2019冠狀病毒病疫情影響，部分體育賽事採取了一系列的防護措施。亦有些賽事為不影響賽程安排採取了空場比賽的措施：
- 2020年2月9日，臺灣的高級中等學校籃球聯賽（HBL）進行108學年度前8強複賽，因為2019冠状病毒病的疫情影響，主辦單位與衛生福利部的中央防疫指揮中心開會商討後，決定不開放觀眾入場觀賽，觀眾只能收看電視及網路轉播。參賽球員及教練、防護員等工作人員一律團進團出，並且需量測體溫及戴口罩，比賽中場換場時也會加強消毒。為HBL史上頭一次的無觀眾比賽[15]。
- 從2020年3月10日起的2019–20年歐洲冠軍聯賽八分之一决赛次回合起，將採取空場措施進行比賽。
- 從2020年5月15日起的2019年2020年德甲、西甲、英超、意甲、奥地利甲、丹超、俄超的殘餘比賽次回合起，將採取空場措施進行比賽。
- 2020年3月大相撲春場所採無觀眾空場比賽。
- 2020年台灣中華職棒、韩国職棒、日本職棒及美國職棒大聯盟採取無觀眾的閉門比賽方式進行。
- 2020年韩国K聯賽1和K聯賽2採取無觀眾的閉門比賽方式進行。
- 2020年美洲國家盃
- 2020年夏季奧林匹克運動會

其他還有像球迷高舉納粹標語、球迷鬧場、亂丟東西、自然災害、疾病疫情等也會使此事發生。不只種族歧視，如果有任何款式的歧視都可能招來這種事情。

## 另見
- 沒收比賽
- 紅牌、黃牌
- 比賽造假

## 外部連結
- Juventus game behind closed doors[永久]
- Atalanta game behind closed doors
- Italian football to be played behind closed doors? （页面存档备份，存于）
- Play games behind closed doors （页面存档备份，存于）
- Italy backs closed-doors football （页面存档备份，存于）
- Turkey must play behind closed doors after fight
- Dinamo handed default defeat